# Komárom-Esztergom vármegye turisztikai látnivalóinak listája

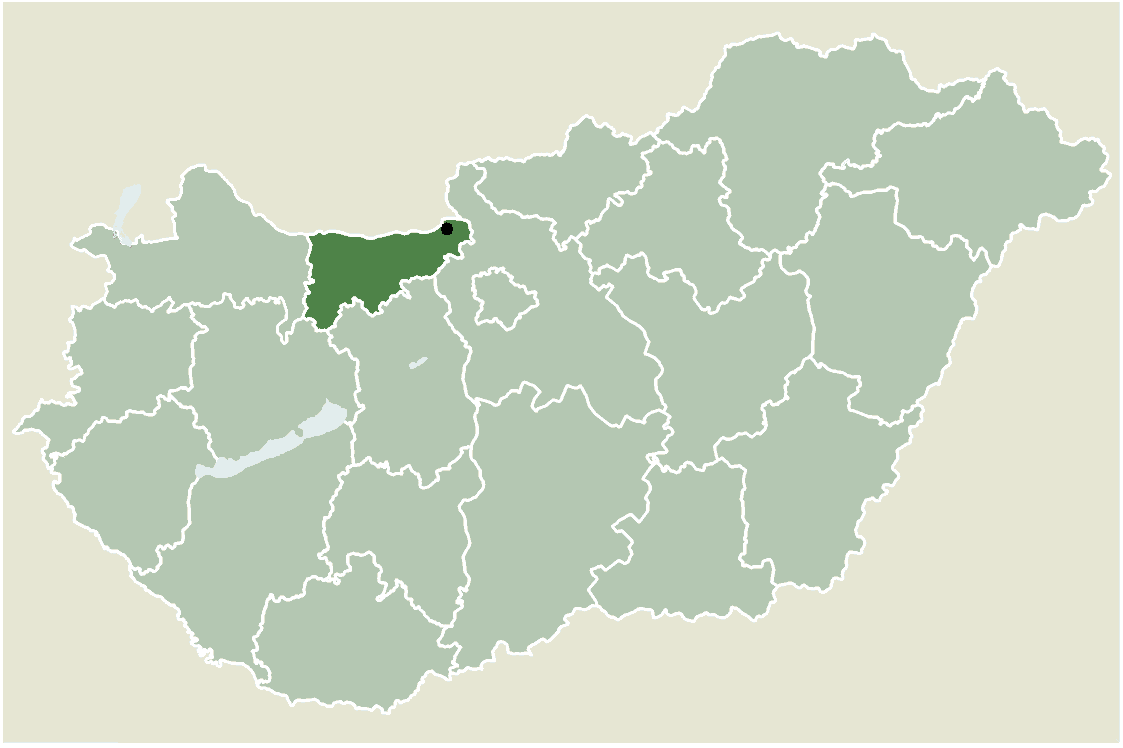
Komárom-Esztergom vármegye

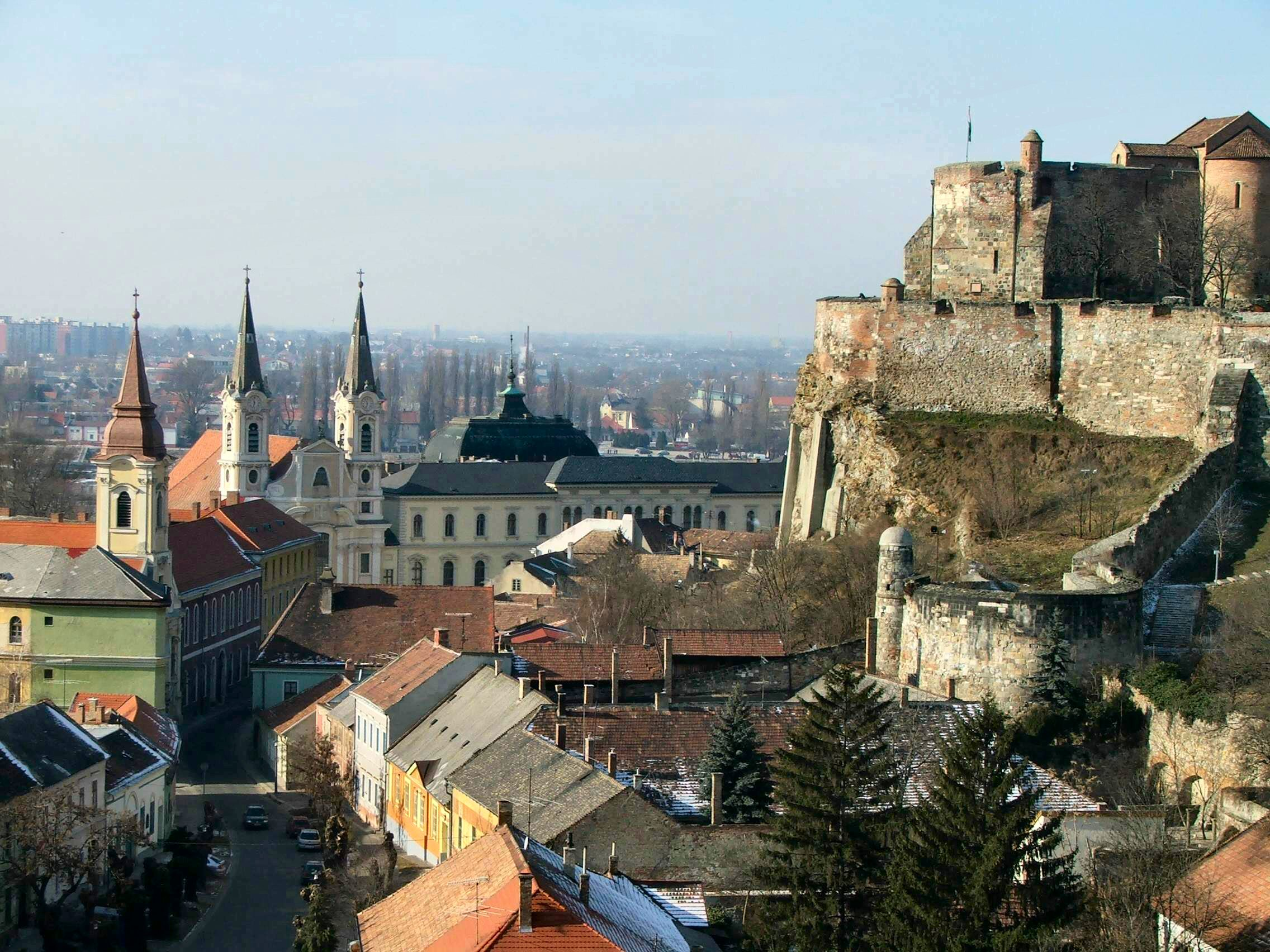
Esztergom: A Víziváros egy részlete, jobbra a várhegy, távolban a Prímási palota

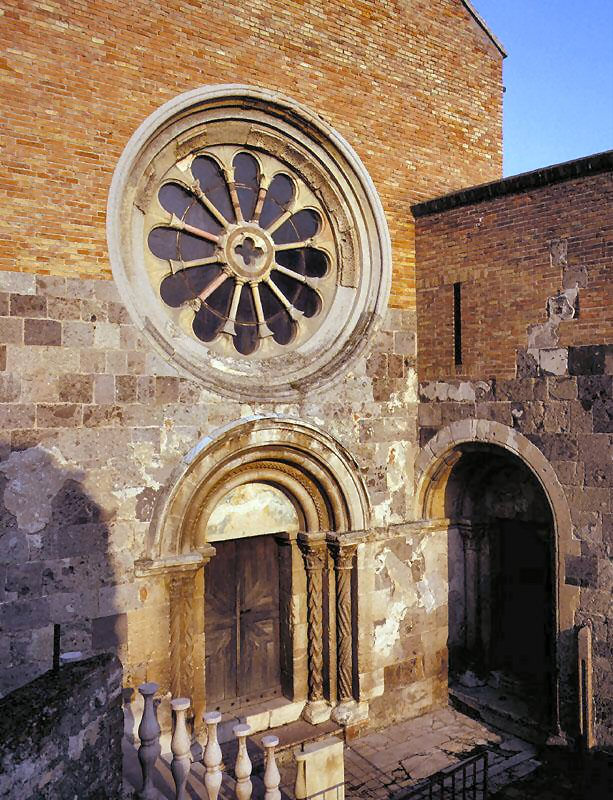
Esztergomi vár

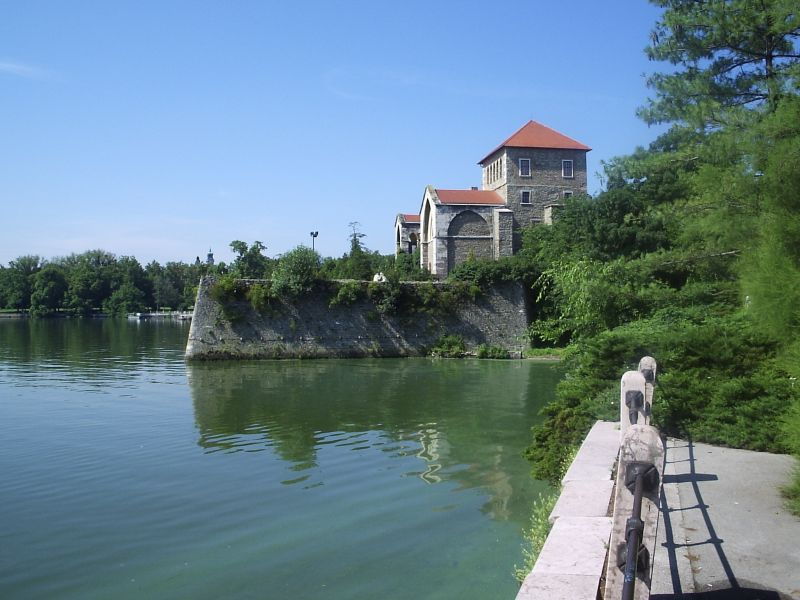
A tatai vár az Öreg-tóval

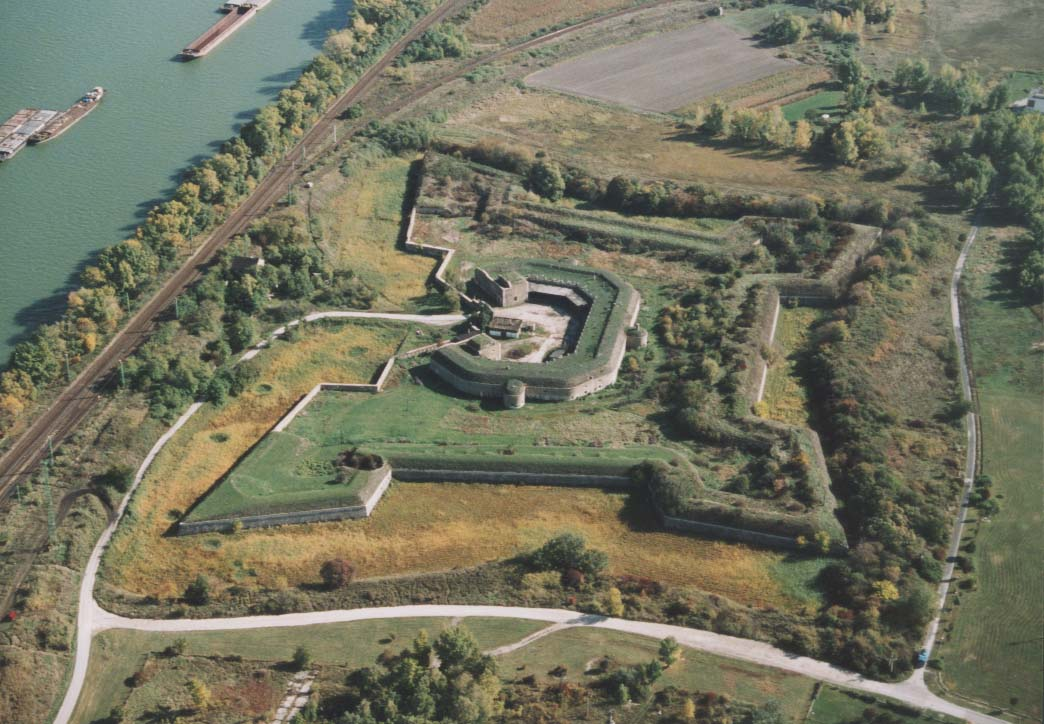
A komáromi csillagerőd

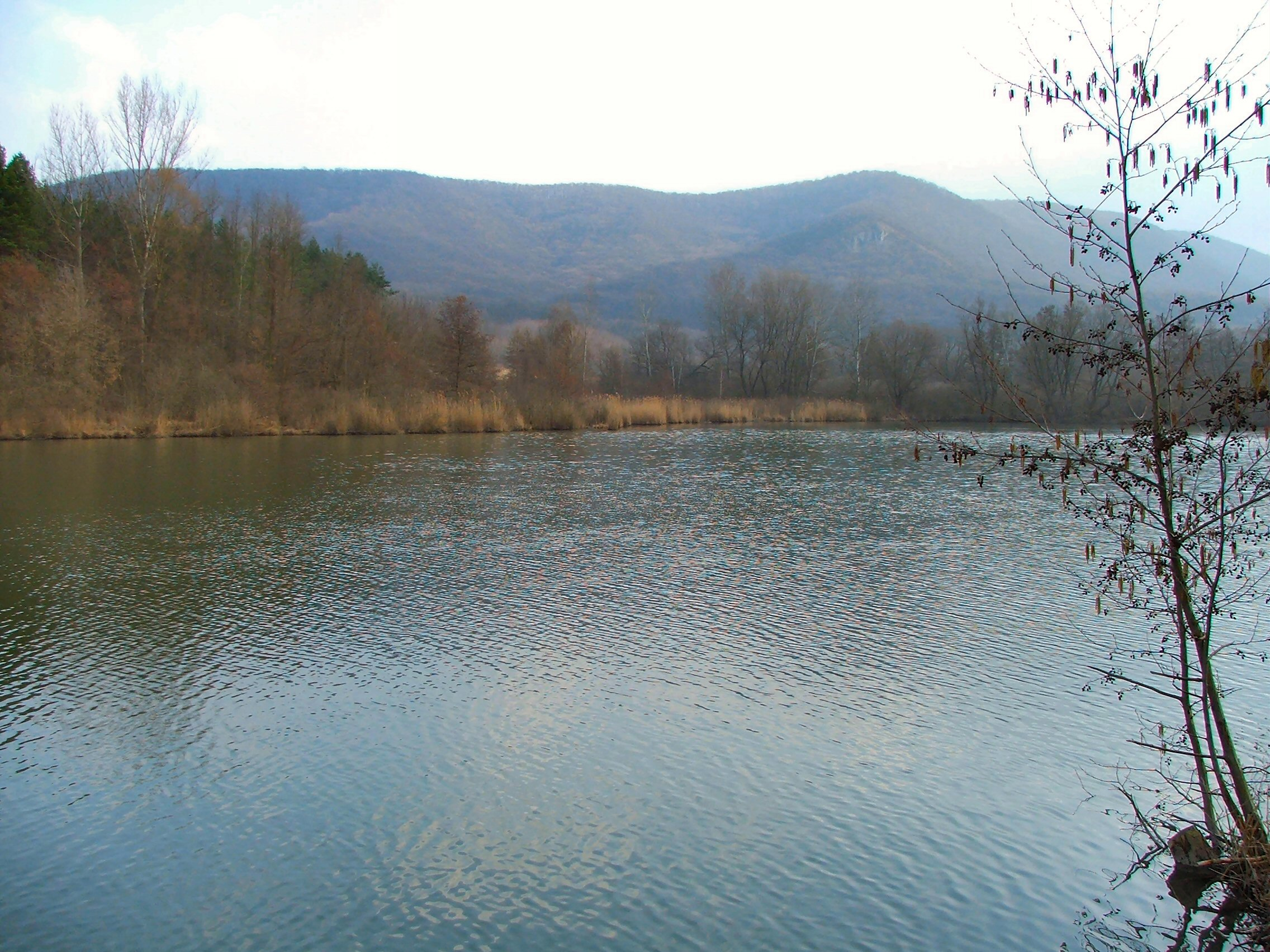
A Kerek-tó a Duna–Ipoly Nemzeti Parkban

Ez a lista Komárom-Esztergom vármegye ismert turisztikai látnivalóit tartalmazza (műemlékek, természeti értékek, programok).
Lásd még:
- Komárom-Esztergom vármegye kastélyainak és kúriáinak listája
- Komárom-Esztergom vármegyei múzeumok listája
- Komárom-Esztergom vármegye védett természeti értékeinek listája

## Esztergom
Lásd még: Esztergom műemlékeinek listája!
- Történelmi városközpont: Belváros és Víziváros
- Búbánatvölgy
- Erzsébet park
- Esztergomi bazilika
- Esztergomi vár
- Mária Valéria híd
- Ószeminárium és a Mindszenty Emlékhely
- Prímási palota
- Széchenyi tér
- Szent Anna vagy Kerektemplom
- Szent István lépcső
- Szent István tér
- Szent Tamás-hegyi kápolna
- Vaskapu
- Strázsa-hegyi tanösvény
- Esztergom-Kertváros – a Duna–Ipoly Nemzeti Park bemutatóközpontja és tanösvénye

## Tata
- Agostyáni arborétum
- Angolkert
- Esterházy-kastély
- Kálvária-domb
- Öreg-tó
- Tatai piarista rendház
- Tatai vár

## Tatabánya
- Bódis-hegy
- Szelim-lyuk
- Turul-emlékmű
- Körtvélyesi erdei temető
- Szabadtéri Bányászati Múzeum

## Komárom
- Komáromi erődrendszer – a világörökséglistára jelölt magyarországi helyszínek
  - Monostori erőd
  - Csillagerőd
  - Igmándi erőd (+lapidárium)
- Szőny városrész
  - Solymosy–Gyürky-kastély
  - Brigetio romjai

## Más települések
- Bábolna – állami ménes
- Dunaalmás – Dunaalmási kőfejtők Természetvédelmi Terület
- Kocs - Kocsi Múzeum - Kocsi kocsi
- Oroszlány
  - Majki műemlékegyüttes
  - Vértesszentkereszti apátság romjai
- Tát – hagyományos falukép, a zenekari turizmus és a falusi turizmus (150 falusi turizmus férőhely)
- Várgesztes – Gesztesi vár
- Vértessomló – Vitányvár
- Vértesszőlős – Vértesszőlősi előembertelep természetvédelmi terület

## Településen kívüli látnivalók
- Duna–Ipoly Nemzeti Park
- Neszmélyi borvidék
- Gerecsei Tájvédelmi Körzet
- Rám-szakadék

## Turisztikai programok
A vármegye turisztikai szempontból jelentős, rendszeresen ismétlődő eseményei:
Tavasz:
- Április 30.: Esztergom, Ister Granum Eurorégió Ünnep – lampionos hajófelvonulás és vízikarnevál
- Május 1.: Komáromi Napok – esti tűzijáték az Erzsébet-hídon
- Pünkösd: Esztergom, pünkösdi vásár

Nyár:
- Június 24.: Tata, Víz, zene, virág fesztivál – vízikarnevál, tűzijáték
- Július 10: Kocs, Kocsitoló Fesztivál
- Augusztus 18-augusztus 21.: Esztergom, Szent István Napok – kézműves vásár, Mesterségek tere, színházi előadások, zenei koncertek, történelmi bemutatók, lovagi játék.
- egész nyáron: Esztergomi ünnepi játékok – szabadtéri zenei koncertsorozat

Ősz:
- Szeptember utolsó hétvégéje: Esztergom-Párkány, Hídünnep (vásár, színházi előadások, zenei koncertek, tűzijáték)
- November utolsó hétvégéje: Tatai vadlúd sokadalom – madármegfigyelő verseny és természetvédelmi rendezvény